# Union Mons-Hainaut in het seizoen 2020/21
Het seizoen 2020/2021 was het 62e jaar in het bestaan van basketbalclub Union Mons-Hainaut.

## Verloop
Bergen trok vier nieuwe spelers aan: Igor Mintogo Ebang, Skylar Spencer, Jabril Durham en Ajdin Penava. Verder bleven verschillende spelers van het vorige seizoen over. Bergen wist de finale van het landskampioenschap te bereiken maar verloor van BC Oostende. In de Belgische beker verloren ze van Okapi Aalst in de kwartfinale.

### Europees basketbal
Bergen nam ook deel aan de kwalificatie voor de Basketball Champions League in groep A; ze wonnen van het Poolse KK Włocławek maar verloren in de volgende ronde van het Deense Bakken Bears. Hierna kwam Bergen uit in het reguliere seizoen van de FIBA Europe Cup waar ze in groep A derde werden in een groep met het Griekse GS Iraklis Thessaloniki, het Italiaanse Pallacanestro Reggiana en het Hongaarse BC Körmend. Ze kwalificeerde zich als beste derde voor de volgende ronde. Ze wonnen in de play-offs eerst van het Oekraïense BK Prometey maar verloren in de kwartfinales van het Poolse Stal Ostrów Wielkopolski.

## Ploeg
Antwerp Giants ·
Kangoeroes Basket Mechelen ·
Leuven Bears ·
Liège Basket ·
Limburg United ·
Okapi Aalst ·
Oostende ·
Phoenix Brussels ·
Union Mons-Hainaut ·
Spirou Charleroi